# Eeklo
Eeklo là một đô thị ở tỉnh Oost-Vlaanderen trong vùng Vlaanderen tỉnh Oost-Vlaanderen, Bỉ. Đô thị này chỉ bao gồm thành phố Eeklo.  Tòa thị chính và tháp chuông đã được UNESCO liệt kê vào danh sách  di sản thế giới năm 1999.
Eeklo cũng có các nhà thờ như nhà thờ St Vincent Church (Sint-Vincentiuskerk) và Heilig Hartkliniek.

## Dân địa phương nổi tiếng
- Leon L. Van Autreve (1920-2002)
- Eric De Vlaeminck, cu rơ (sinh năm 1945)
- Roger De Vlaeminck, cu rơ (sinh năm 1947)
- Paul Van Hyfte, (sinh năm 1972 ở Eeklo) cu rơ
- Rudy Matthijs, (sinh năm 1959 ở Eeklo) cu rơ
- Frederik Willems, (sinh năm 1979 ở Eeklo) cu rơ
- Dirk Braeckman, artist and photographer (sinh năm 1958)
- Olivier De Cock, (sinh năm 1975 ở Eeklo) cầu thủ bóng đá
- Maarten Martens, (sinh năm 1984 ở Eeklo) cầu thủ bóng đá
- Tonny Mols, (sinh năm 1969 ở Eeklo) cầu thủ bóng đá
- Guido van Heulendonk (pseudonym of Guido Beelaert) (sinh năm ở Eeklo), nhà văn
- Karel Lodewijk Ledeganck (sinh năm 1805 ở Eeklo), nhà văn

## Thành phố  kết nghĩa
- Anh Quốc: Newbury
- Đức: Braunfels
- Pháp: Bagnols-sur-Cèze
- Ý: Feltre